# Nice Challenger 1998
Il Nice Challenger 1998 è stato un torneo di tennis facente parte della categoria ATP Challenger Series nell'ambito dell'ATP Challenger Series 1998. Il torneo si è giocato a Nizza in Francia dal 13 al 19 aprile 1998 su campi in terra rossa.

## Vincitori

### Singolare
Mariano Puerta ha battuto in finale  Arnaud Di Pasquale con il punteggio di 6–7, 6–4, 6–4

### Doppio
Devin Bowen /  Mariano Hood hanno battuto in finale  Mariano Puerta /  André Sá con il punteggio di 7–5, 3–6, 6–4